# Łukasz Witek
Łukasz Witek (* 16. Juni 1985 in Duszniki-Zdrój) ist ein ehemaliger polnischer Biathlet, der für den KS AZS-AWF Katowice startete.

## Werdegang
Seit 2006 gehörte Witek dem polnischen Nationalkader an. Seine ersten internationalen Rennen bestritt er schon seit 2004 im Junioren-Europacup. Erstes Großereignis wurden die Junioren-Weltmeisterschaften 2004 in der Haute-Maurienne, wo Witek als bestes Resultat einen zehnten Platz im Sprint erreichte. Bei den Sommerbiathlon-Weltmeisterschaften 2004 in Osrblie startete Witek bei den Männern und wurde in Sprint, Verfolgung und Massenstart 27., mit Stanisław Kępka, Maciej Wojciechowski und Ryszard Szary im Staffelrennen Sechster. Seit der Saison 2006/07 tritt Witek im Leistungsbereich an. Die ersten Rennen bestritt er seit 2006 im Biathlon-Europacup. Bei der Winter-Universiade 2007 in Turin startete der Pole in allen fünf Biathlon-Wettbewerben. Im Einzel und Sprint belegte er Rang 16, in der Verfolgung wurde er Elfter, im Massenstart 22. und mit der Staffel Polens wurde er an der Seite Grzegorz Bodzianas, Krzysztof Uklejewiczs und Krzysztof Pływaczyks Vierter. Erstmals in die Punkte im IBU-Cup (vormals Europacup) lief Witek als 33. bei einem Verfolgungsrennen in Martell, bestes Ergebnis ist bislang ein 2009 errungener 22. Platz in einem Einzel in Osrblie. 2006 gewann er bei den polnischen Meisterschaften gemeinsam mit Uklejewicz, Bodziana und Michał Piecha für AZS AWF Katowice startend den Meistertitel im Staffelwettbewerb. 2009 gewann er mit Tomasz Puda, Sebastian Witek und Grzegorz Bril den Vizemeistertitel.
In der Saison 2010/11 gelangen Witek keine Punkteplatzierungen mehr, so dass er für die folgende Saison auch keinen Platz im Nationalkader mehr einnahm. Sein letztes internationales Rennen war der Sprint-Weltcup in Ruhpolding, den er als 85. beendete.
Łukasz Witek lebte während seiner aktiven Zeit in seiner Geburtsstadt Duszniki-Zdrój und studierte Sport auf Lehramt.

## Biathlon-Weltcup-Platzierungen
Die Tabelle zeigt alle Platzierungen (je nach Austragungsjahr einschließlich Olympische Spiele und Weltmeisterschaften).
- 1.–3. Platz: Anzahl der Podiumsplatzierungen
- Top 10: Anzahl der Platzierungen unter den ersten zehn (einschließlich Podium)
- Punkteränge: Anzahl der Platzierungen innerhalb der Punkteränge (einschließlich Podium und Top 10)
- Starts: Anzahl gelaufener Rennen in der jeweiligen Disziplin
- Staffel: inklusive Mixed- und Single-Mixed-Staffeln

| Platzierung               | Einzel | Sprint | Verfolgung | Massenstart | Staffel | Gesamt |
| ------------------------- | ------ | ------ | ---------- | ----------- | ------- | ------ |
| 1. Platz                  |        |        |            |             |         |        |
| 2. Platz                  |        |        |            |             |         |        |
| 3. Platz                  |        |        |            |             |         |        |
| Top 10                    |        |        |            |             |         |        |
| Punkteränge               |        |        |            |             | 6       | 6      |
| Starts                    | 2      | 9      |            |             | 7       | 18     |
| Stand: Saisonende 2010/11 |        |        |            |             |         |        |